# Ariza (Saragossa)
Ariza ist ein Ort und eine Gemeinde (municipio) mit insgesamt 1.082 Einwohnern (Stand: 2024) im äußersten Westen der Provinz Saragossa in der Autonomen Region Aragonien im Nordosten Spaniens. Der Ort ist eine Station am Camino del Cid; er gehört zur bevölkerungsschwachen Region der Serranía Celtibérica.

## Lage und Klima
Der Ort Ariza liegt im Tal des Río Jalón gut 125 km (Fahrtstrecke) südwestlich der Provinzhauptstadt Saragossa in einer Höhe von ca. 725 m. Die sehenswerte Stadt Calatayud ist nur ca. 40 km in östlicher Richtung entfernt. Das Klima ist im Winter rau, im Sommer dagegen gemäßigt bis warm; der eher spärliche Regen (ca. 420 mm/Jahr) fällt übers Jahr verteilt.

## Bevölkerungsentwicklung
| Jahr      | 1857  | 1900  | 1950  | 2000  | 2017  |
| Einwohner | 1.354 | 1.724 | 2.880 | 1.334 | 1.133 |

Als Folge zunehmender Trockenheit, der Mechanisierung der Landwirtschaft, der Aufgabe von zahlreichen bäuerlichen Kleinbetrieben und des daraus resultierenden geringeren Arbeitskräftebedarfs auf dem Land ist die Zahl der Einwohner in der zweiten Hälfte des 20. Jahrhunderts infolge der Landflucht deutlich gesunken.

## Wirtschaft und Infrastruktur
Die Einwohner des Ortes waren jahrhundertelang im Wesentlichen Selbstversorger; Märkte gab es nicht. Die wenigen Händler, Handwerker und Dienstleister wurden von Straßenverkäuferinnen mit dem Lebensnotwendigen versorgt. Weinbau und Tourismus spielen wichtige Rollen im Wirtschaftsleben des Ortes.

## Geschichte
Bereits in vorgeschichtlicher Zeit gab es in der Umgebung mehrere jungsteinzeitliche und bronzezeitliche Siedlungsplätze; die ersten historisch halbwegs fassbaren Einwohner der Gegend um das heutige Calatayud waren Keltiberer vom Stamm der Lusonen; römische und westgotische Spuren fehlen beinahe völlig. Im 8. Jahrhundert wurde die Gegend von arabisch-maurischen Heeren überrannt, die erst zu Beginn des 12. Jahrhunderts nach Süden abgedrängt wurden (reconquista). In der Folgezeit war die Region jedoch zwischen den Königreichen Aragón und Kastilien umkämpft; aus diesem Grund gewährte Peter II. von Aragón dem Gebiet eine vollständige Befreiung von Steuern und Abgaben. Im Jahr 1251 lösten sich Ariza und einige Dörfer in seiner Umgebung aus ihrer Abhängigkeit von Calatayud – die von den Mauren hinterlassene Burg (castillo) wurde vergrößert. Im Jahr 1361 unterstellte Peter IV. den Ort direkt der Krone von Aragón; wegen Geldmangel verkaufte er ihn jedoch 20 Jahre später (1381) an Guillén de Palafox, der hier eine Grundherrschaft (señorio) errichtete. Ende des 15. Jahrhunderts wurde die Abgabenlast von der Bevölkerung so sehr als Bedrückung empfunden, dass es wiederholt zu Aufständen kam. Die jeweiligen Könige unterstützten jedoch ihre adligen Vasallen und so schuf Philipp III. im Jahr 1611 die Markgrafschaft Ariza (Marquesado de Ariza).

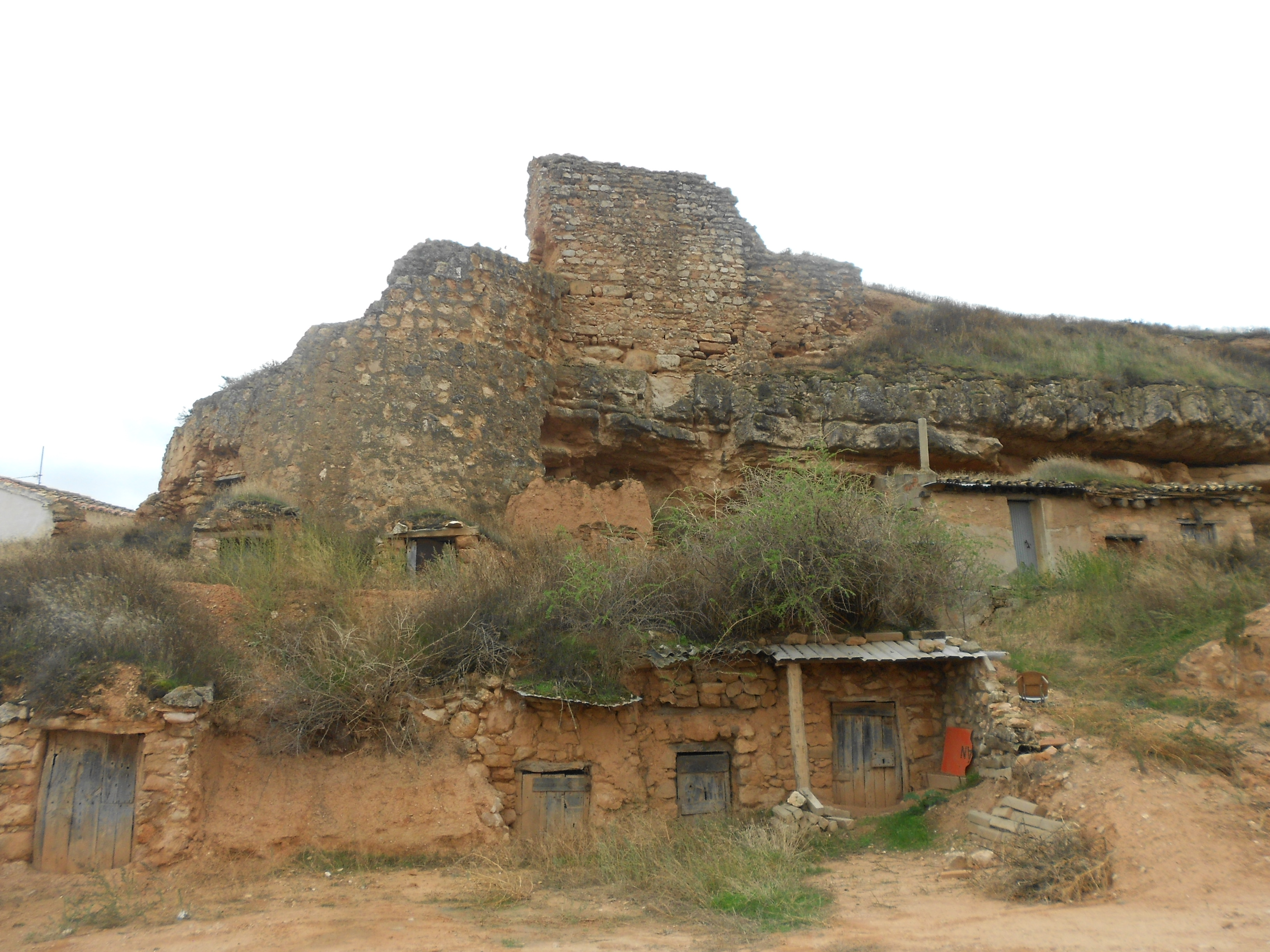
Castillo und Felskeller (bodegas)

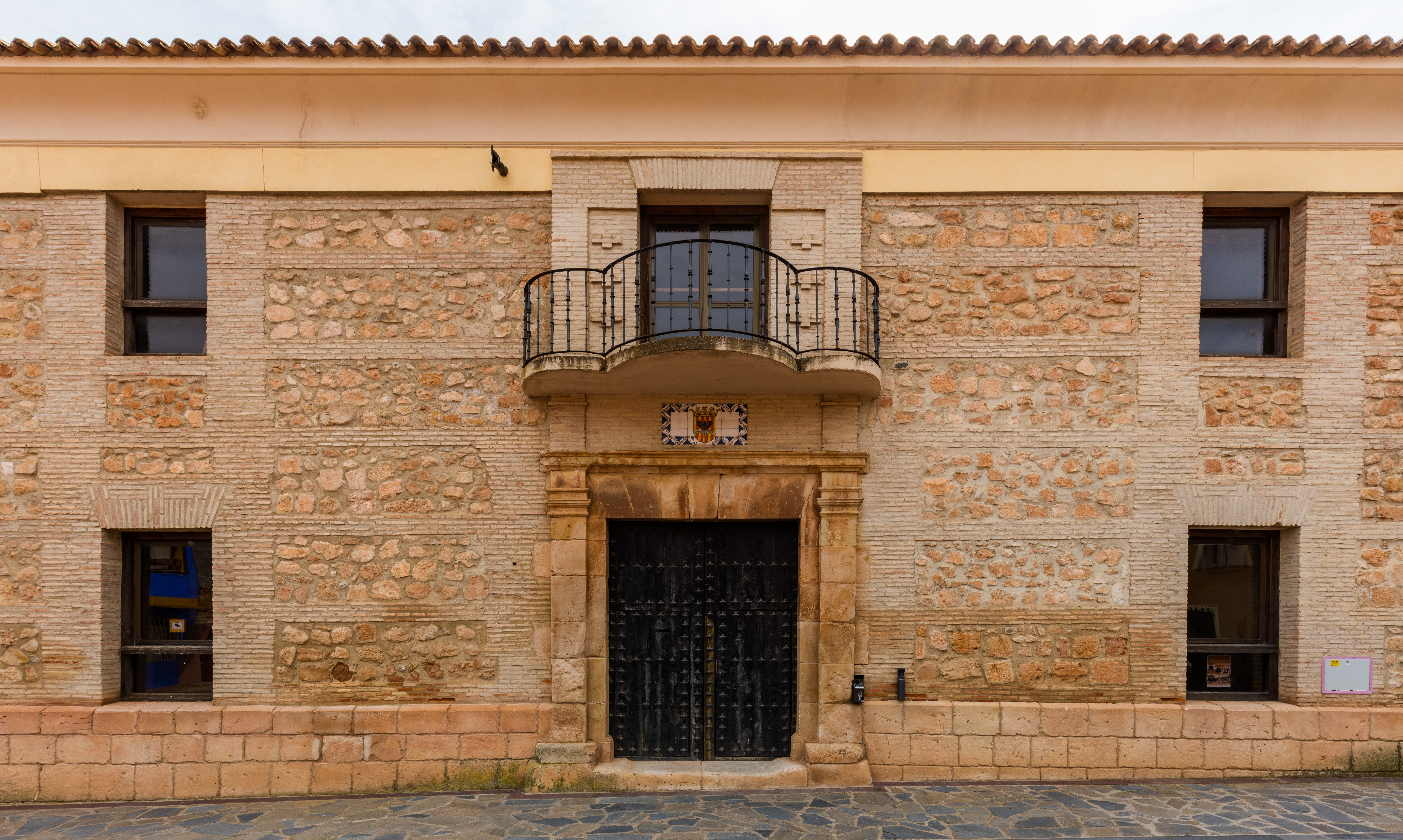
Palacio de los Marqueses de Ariza

## Sehenswürdigkeiten
- Zu Füßen der Ruine des Castillo de Ariza befinden sich mehrere in das lockere Gestein gehauene Felskeller (bodegas).
- Die im 16. Jahrhundert erbaute Kirche La Asunción de Nuestra Señora (manchmal auch Iglesia de Santa María la Real genannt) ist eine nahezu komplett aus Werksteinen errichtete dreischiffige Hallenkirche; lediglich die später hinzugefügte und auf achteckigem Grundriss erbaute Laterne des Glockenturms besteht aus Ziegelsteinen. Die drei Kirchenschiffe werden von Sterngewölben überspannt; das geschnitzte und (heute) unbemalte Altarretabel in der polygonal gebrochenen Apsis stammt aus dem 18. Jahrhundert und zeigt mehrere Heiligenfiguren.[6][7]
- Nach Zerstörungen während der Karlistenkriege (1833ff) ist das Innere der um 1620 erbaute Iglesia de San Pedro in ruinösem Zustand; sehenswert ist lediglich das Portal.[8]
- Der außergewöhnlich strenge Palacio de los Marqueses de Ariza stammt in seinem heutigen Zustand aus der Zeit um 1870. Später diente er als Schulgebäude; zwischenzeitlich wurde er zu einem Kulturzentrum umgebaut.[9]
- Die heute ruinöse Kirche Convento de San Francisco gehörte zu einem nicht mehr existenten Franziskanerkloster.

Umgebung
- Unweit des Ortes überspannt eine einbogige mittelalterliche Steinbrücke den Río Jalón.